# 加古川市立浜の宮中学校
加古川市立浜の宮中学校（かこがわしりつはまのみやちゅうがっこう）は兵庫県加古川市別府町新野辺にある公立中学校。

## 沿革
- 1947年4月 - 尾上村立尾上中学校・別府町立別府中学校創立。
- 1947年6月 - 加古郡学校組合立浜の宮中学校創立。尾上中学校・別府中学校を分校とする。
- 1947年10月 - 統合し現在地に移転。
- 1948年12月 - 校章制定。
- 1950年6月 - 尾上村を合併しての加古川市制により従前の学校組合を廃止、加古川市外1か町学校組合立浜の宮中学校を設置。
- 1951年9月 - 別府町・加古川市合併により学校組合廃止。
- 1951年10月 - 加古川市立浜の宮中学校に改称。
- 1966年9月 - プール完成。
- 1976年8月 - 南校舎完成。
- 1982年3月 - 柔剣道場完成。
- 1985年4月 - 別府中学校を分離開校。校区が尾上町内のみになる。
- 1996年3月 - 体育館を新築。
- 2005年4月 - 校訓制定。

## 校歌
作詞:今井広史、作曲:増田正、ヘ長調

## 生徒会活動
- 委員長会
- 学習委員会
- 美化委員会
- 厚生委員会
- 図書委員会
- 生活委員会
- 文化委員会
- 保健体育委員会

## 部活動
- 太字は全国大会または、全日本大会に出場経験のある部活。また、全国大会に出場した年・大会も太字で記載する。
- 剣道部・陸上部・文化部以外はすべて男女で部活動が分離している。
- 陸上競技部-2006JOCジュニアオリンピック出場・2023全国中学校総体出場
- 卓球部
- 男子ソフトテニス部
- 女子ソフトテニス部 - 2021全国中学校新人戦大会個人優勝

- 男子ハンドボール部 - 2022JOCジュニアオリンピック出場
- 女子ハンドボール部 - 2006JOCジュニアオリンピック出場
- 剣道部 - 2006全国女子剣道大会出場
- バスケットボール部
- 女子バドミントン部

- 女子バレーボール部 - 2023全国中学校ビーチバレー大会優勝

- 野球部
- サッカー部
- ソフトボール部 - 2023全国中学校総体準優勝

### 文化部
- 吹奏楽部

2005年に全日本吹奏楽コンクールに初出場し、2006年と2007年も全日本吹奏楽コンクールへの出場を決めた。2009年三出休明けに再び出場。2012年には念願の金賞を受賞。また、アンサンブルコンテストにおいては、2008年と2011年、2013年から2017年は5年連続全日本アンサンブルコンテストに出場。
- - 2003年- 関西吹奏楽コンクール銀賞
  - 2004年- 関西吹奏楽コンクール金賞
  - 2005年 - 全日本吹奏楽コンクール銀賞
  - 2006年- 全日本吹奏楽コンクール銀賞
  - 2006年- 関西アンサンブルコンテスト（CL8）銀賞
  - 2007年- 全日本吹奏楽コンクール銀賞
  - 2008年- 全日本アンサンブルコンテスト（木管八重奏）銅賞
  - 2009年- 全日本吹奏楽コンクール銀賞
  - 2009年- 関西アンサンブルコンテスト（CL8）金賞
  - 2010年- 関西吹奏楽コンクール金賞
  - 2010年- 関西アンサンブルコンテスト（ww8）金賞
  - 2011年- 全日本アンサンブルコンテスト（管打八重奏）銀賞
  - 2012年- 全日本吹奏楽コンクール金賞
  - 2013年- 全日本アンサンブルコンテスト（クラリネット四重奏）銀賞
  - 2013年- 全日本吹奏楽コンクール銀賞
  - 2014年- 全日本アンサンブルコンテスト(木管五重奏)銅賞
  - 2014年- 全日本吹奏楽コンクール銀賞
  - 2015年- 全日本アンサンブルコンテスト（金管八重奏）銀賞
  - 2015年- 関西吹奏楽コンクール金賞
  - 2016年- 全日本アンサンブルコンテスト（木管八重奏）銀賞
  - 2016年- 兵庫県吹奏楽コンクール銀賞
  - 2017年- 全日本アンサンブルコンテスト（管打八重奏）銀賞
  - 2017年- 関西吹奏楽コンクール金賞
  - 2018年- 関西アンサンブルコンテスト （管打八重奏）金賞
  - 2018年- 関西吹奏楽コンクール金賞
  - 2024年-関西吹奏楽コンクール金賞(最優秀)
  - 2024年-全国吹奏楽コンクール出場
- 美術部
- 科学情報部
- 茶華道部
- 演劇部

## 通学地区
1. 加古川市立浜の宮小学校
2. 加古川市立尾上小学校
3. 加古川市立若宮小学校

3校の小学校区全てが浜の宮中学校の校区となる。

### 通学手段
徒歩通学
1. 加古川市立浜の宮小学校区
2. 加古川市立尾上小学校区(一部)

自転車通学
1. 加古川市立尾上小学校区(一部)
2. 加古川市立若宮小学校区

## 通学区域が隣接している学校
- 加古川市立別府中学校
- 加古川市立中部中学校
- 加古川市立加古川中学校
- 高砂市立高砂中学校

## 行事
- 2006年5月、1年生の野外活動で約10キロメートルウォークラリーを行った。
- 大きな校外行事は、わくわくオーケストラ（1年生）、トライやる・ウィーク（2年生）、修学旅行（3年生）となっている。
- 2024年現在、わくわくオーケストラのみになっているが、2023年までは野外活動またはスキー合宿を行っていた。
- 修学旅行の行き先は九州（長崎・佐賀）である。

## 近隣
- 浜の宮天神社
- 加古川市立浜の宮小学校
- 浜の宮グラウンド
- 加古川市立別府西小学校 - 別府西小は本校に隣接し、本校の所在地も別府西小の通学区域であるが、別府西小の卒業生の進学先は本校ではなく別府中である（所定の手続きを踏めば就学校を変更することは可）。
- 浜の宮市民プール
- 浜の宮公民館[1]
- 浜の宮公園